# ハナオチバタケ
ハナオチバタケ（花落葉茸、学名: Marasmius pulcherripes）はハラタケ目ホウライタケ科ホウライタケ属の小型のキノコである。食不適。和名は、傘を広げた様子が、柄の先端に可憐な花を咲かせたような植物のように見え、落ち葉を分解するキノコであることから名付けられている。さまざまな色彩に富み、皮質の細長い柄と、放射状の溝が目立つ美しい姿の傘を持つ。

## 生態
落葉分解菌（腐生性）。森林内の落葉を分解する生態系における重要な役割を担っている。初夏から秋にかけて雑木林で見られ、コナラ・クヌギ・ブナなどの広葉樹やマツ類などの針葉樹林内や林縁に発生し、湿り気のある落ち葉や落ちた枝、朽ち木の上に群生、あるいは散生する。落葉や落枝を分解する菌類の代表格で、本種が生える落ち葉をどかすと、養分を吸収するためにマット状に広がった菌糸が見られる。

## 形態
子実体は傘と柄からなる。きわめて小型なキノコであり、桃色のランプシェードのような姿をしている。ホウライタケ属のキノコとして、柄が細長く、肉質が堅い共通の特徴を持つ。かつてはハリガネオチバタケ（Marasmius siccus）と同じキノコだと思われていたが、近年の研究で別のキノコとわかり独立した種とされた。
傘は直径0.8 - 1.5センチメートル (cm) 、初めは鐘形からまんじゅう形で、後に円錐状丸山形からやや平らに開き、中央部には小さな突起がある。傘表面は色彩に富み、淡紅色から紫紅色、黄土色、肉桂色など様々な色の個体があり、中央部は濃色、表面には中心から周縁部に向けて放射状の溝（条線）が見られる。傘色を大別すると褐色型と紅色の2タイプに分かれるが、褐色型に比べて紅色型は発生数が少ない。傘は乾くと、すぐに萎れてしまい、雨が降ると水分を吸って元に戻るのが特徴。傘裏のヒダは白色または表面の色を反映して薄い紅色に見え、直生または離生、粗くて数は少なく16 - 19本。
柄は長さ3 - 6 cm、細長く頑丈で切れにくい針金状で、上下同幅。柄表面は平滑、黒褐色で上部は白くなっている。柄の基部には菌糸があって、落葉の上に広がっている。
肉はきわめて薄く、皮質であり、食用には不向きとされる。毒キノコだという報告はない。水分が非常に少ないため押し花にすることができる。

## 近縁種
ホウライタケ属 (Marasmius) のキノコには多数の種類が知られている。形や大きさが似ているスジオチバタケは、傘の表面が淡黄色で放射状の筋（条線）は褐紫色である。
- ウマノケタケ (M. crinis-equi)
- ミヤマオチバタケ (M. cohaerens)
- スジオチバタケ (M. purpureostriatus)
- シバフタケ (M. oreades)
- オオホウライタケ (M. maximus)
- ヒメホウライタケ (M. graminum)
- カバイロオオホウライタケ (M. aurantioferrugineus)